# عبری سفاردی
عبری سفاردی دستگاه تلفظی عبری توراتی است که سفاردی‌ها برای آیین‌های مذهبی خویش آن را به کار می‌برند. واج‌شناسی این گویش از زبان‌های همسایه همچون اسپانیایی، لادینو، عربی، پرتغالی و یونانی نوین تأثیر پذیرفته‌است.